# Alte Feste
Die Alte Feste ist eine im Zentrum der namibischen Hauptstadt Windhoek gelegene Festung.
Die Alte Feste beherbergt einen Teil des Nationalmuseums von Namibia, darunter als Ausstellungsstück im Innenhof das Reiterdenkmal.

## Geschichte
Sie wurde von der deutschen Schutztruppe unter Hauptmann Curt von François errichtet, um den Frieden zwischen den sich bekämpfenden Nama und Herero zu sichern. Ihr Bau begann am 18. Oktober 1890 und wird als Grundsteinlegung der heutigen Stadt gesehen, als sich mit dem Bau der Festung eine Vielzahl von Personal rund um die Festung einquartierte. Verantwortlich für den Bau zeichnete der Schuztruppler und Maurer Gustav Tünschel. Für Umbauten ab 1902 war der Architekt Gottlieb Redecker verantwortlich.

### Jüngere Geschichte
Die Alte Feste wurde am 1. Juli 2014 geschlossen (nur der Innenhof ist noch erreichbar; Stand Januar 2019), da diese vom zuständigen Ministerium für 50 Millionen Namibia-Dollar saniert werden soll. Im März 2023 wurde ein Vertrag zur zukünftigen Nutzung über zehn Jahre als Begegnungszentrum geschlossen und die Sanierung in Aussicht gestellt. Die Deutsche Botschaft Windhuk hat Interesse an einer Unterstützung hierbei bekundet. Zuletzt waren 2020 etwa 9000 Euro aus Deutschland in die Instandhaltung des Daches geflossen.
Das am 14. November 2010 vor dem Haupteingang eingeweihte Reiterdenkmal wurde am 25. Dezember 2013 abgebaut und ins Innere der Alten Feste versetzt.

### Sanierung ab 2024
Am 10. April 2024 wurde die phasenweise Sanierung der Alten Feste für 30 Millionen Namibia-Dollar bekanntgegeben. Dabei stellt der US-Botschafter über einen Kunst- und Kulturfonds 250.000 US-Dollar zur Verfügung. Das Gebäude soll in Zukunft das sog. "Kompetenzzentrum für Kunsthandwerk und Kulturerbe" (inklusive Bistro) sowie ein Nationales Museum zur Genozid- und Kolonialgeschichte beherbergen. Im Februar 2025 stellte die Deutsche Botschaft Windhuk eine finanzielle Unterstützung in Höhe von 3,2 Millionen Namibia-Dollar (160.000 Euro) zur Sanierung des Bauwerks in Aussicht.

## Fotos

Alte Feste (rechts) mit Unabhängigkeits-Gedenkmuseum (links) und übergangsweise vorgelagertem Reiterdenkmal
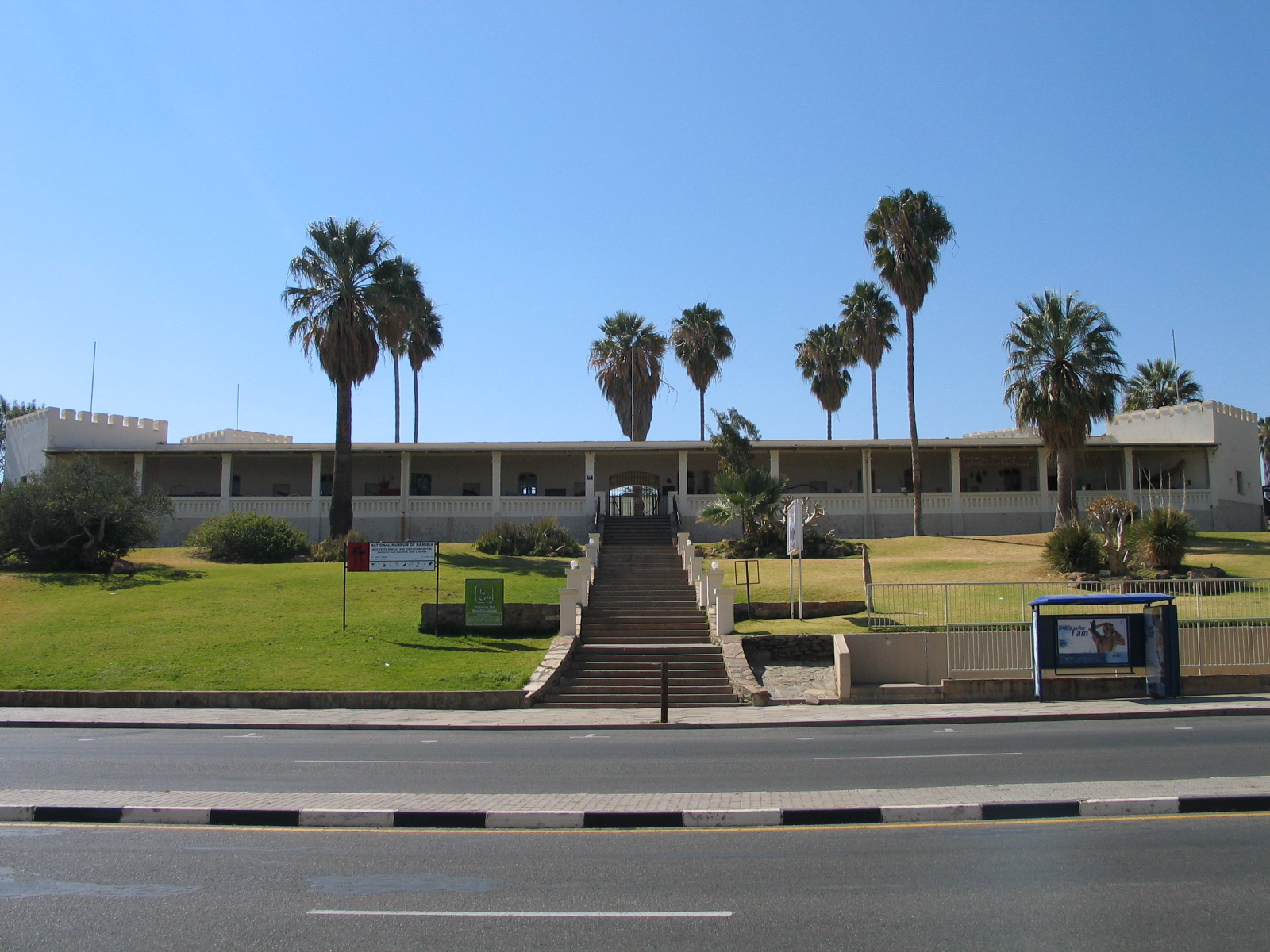
Westansicht der Alten Feste
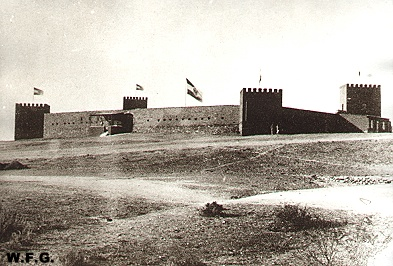
Historische Aufnahme
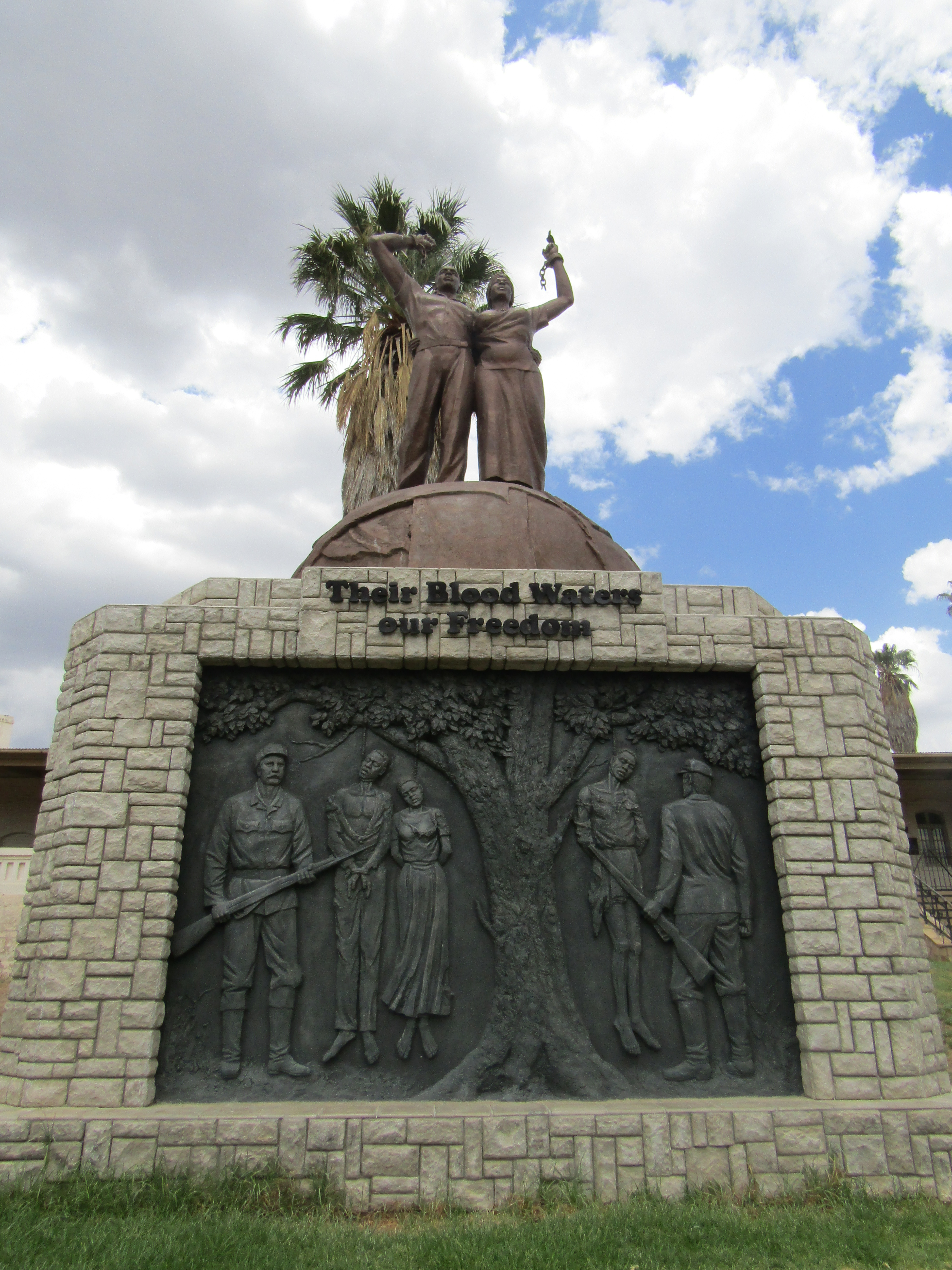
Völkermord-Denkmal vor der Alten Feste